# Nieuwerkerk aan den IJssel

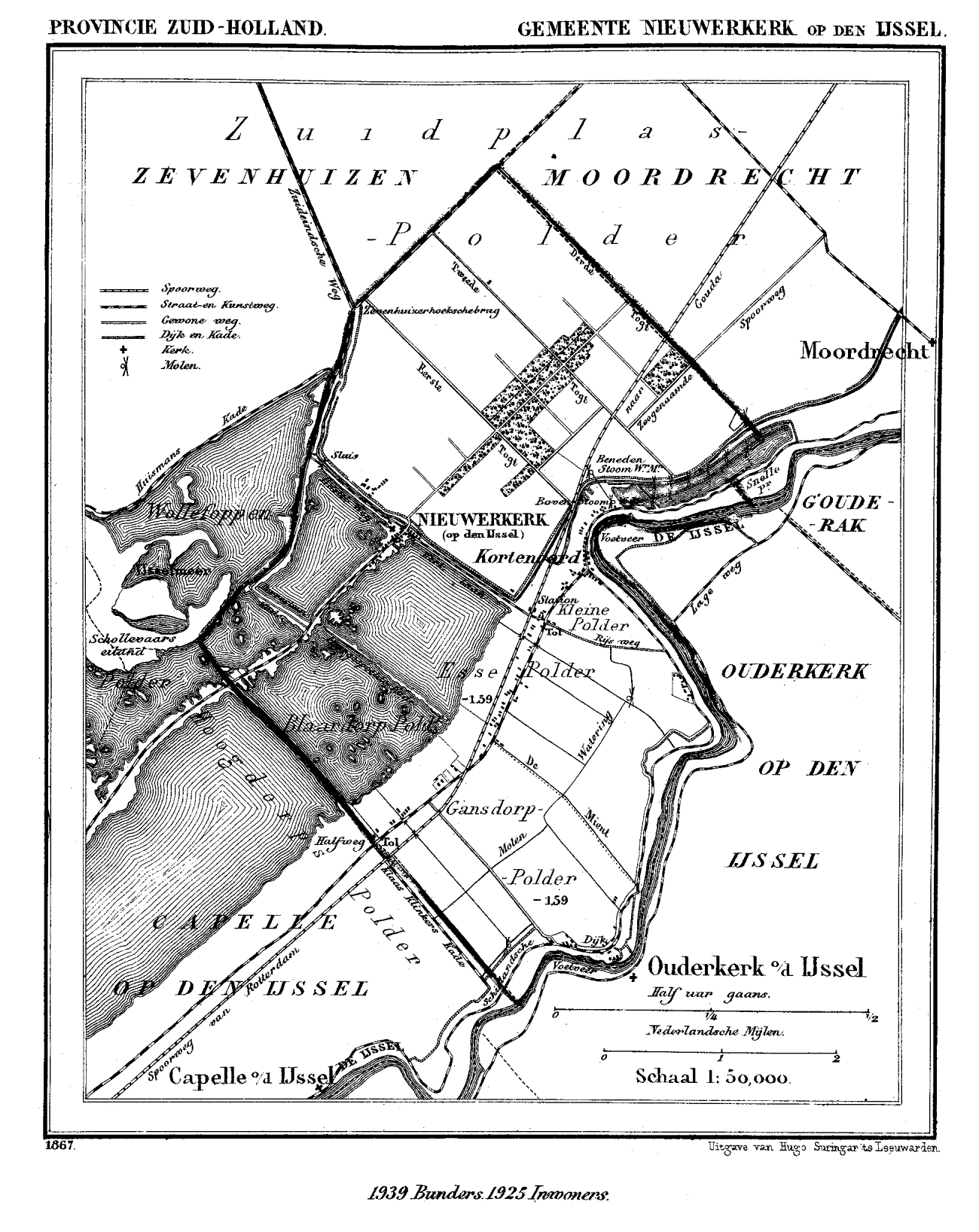
Nieuwerkerk aan den IJssel en 1867.

Nieuwerkerk aan den IJssel (pronunciación en neerlandés: /ˈniu.ərˌkɛr(ə)k aːn dən ˈɛisəl/ⓘ; población: 22.344 en 2004) es una ciudad y antiguo municipio del oeste de los Países Bajos, ubicado en la provincia de Holanda Meridional. Desde 2010 forma parte del nuevo municipio de Zuidplas.
Está situada a lo largo del río IJssel, frente a la ciudad de Ouderkerk aan den IJssel.
Dentro de los límites de este municipio, se encuentra el punto más bajo de los Países Bajos: 6,76 m (22,2 pies) por debajo del Amsterdam Ordnance Datum (nivel medio del mar en verano en Ámsterdam).
Es la ciudad natal de Miss Universo 1989, Angela Visser.

## Historia

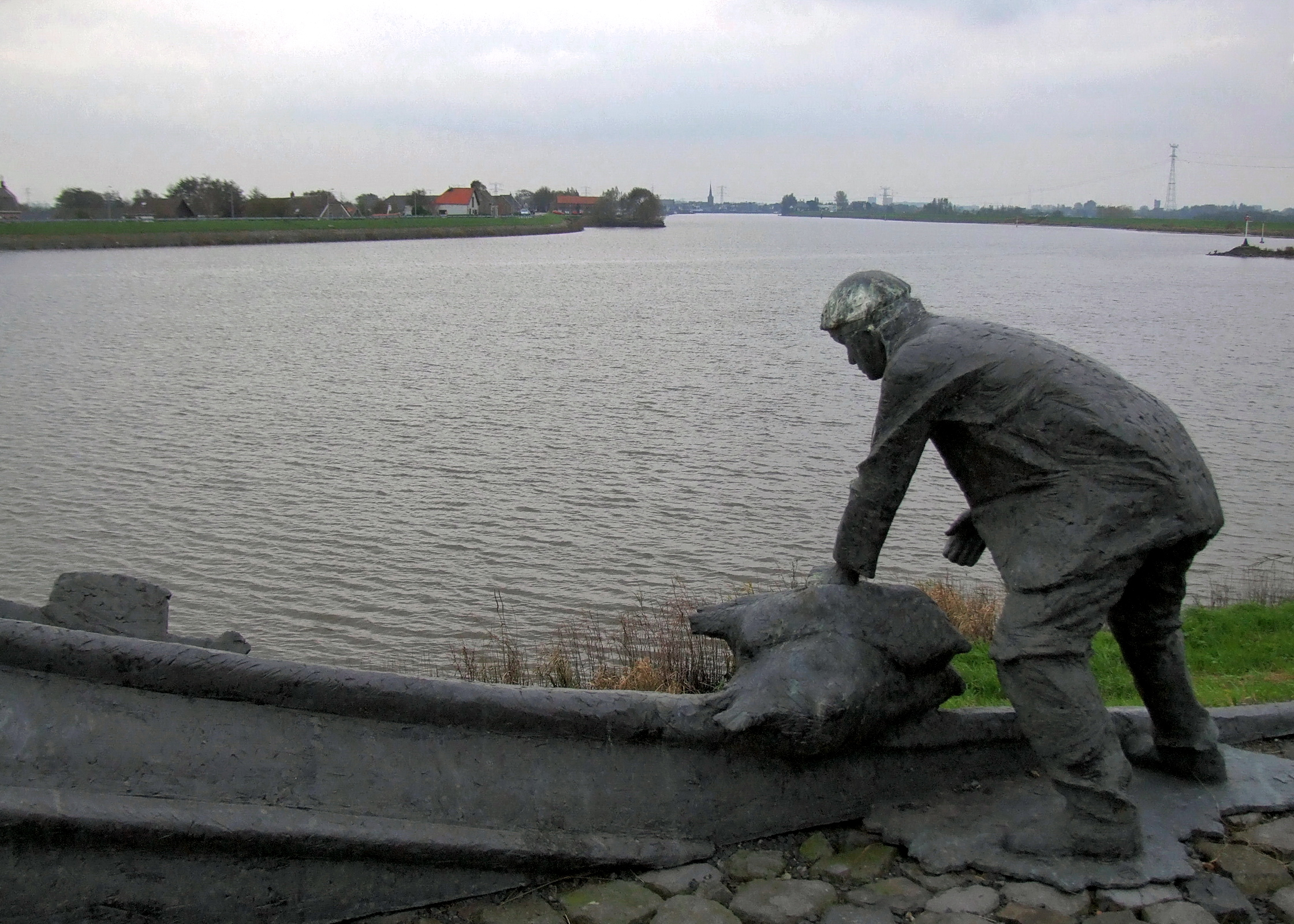
Monumento al taponamiento del dique por el capitán Evegroen durante la inundación del Mar del Norte de 1953

Nieuwerkerk probablemente se formó por primera vez alrededor del año 1250. La primera referencia a "Nuwekerke " data de 1282, cuando el conde Florencio V de Holanda cedió el terreno entre Kralingen y Gouda a un tal Traveys de Moordrecht. Otra referencia es del 22 de enero de 1317, cuando el conde Guillermo III de Holanda vendió los feudos Capelle y Nieuwerkerk a Juan III van de Werve, señor de Hovorst, por 325 libras holandesas.
El antiguo pueblo original se localiza sobre una montaña entre lagos poco profundos. Estos lagos se formaron como consecuencia de la recolección de turba. En 1839 se drenó el primero y se convirtió en pólder, el actual Zuidplaspolder, y en 1866 se construyó el Alexanderpolder.
El ferrocarril entre Róterdam y Gouda se construyó en 1855 y dio lugar al crecimiento del pueblo. Otros períodos de rápido desarrollo siguieron después de la Segunda Guerra Mundial y a principios de los años ochenta.
Durante la inundación del Mar del Norte de 1953, se rompió un dique a lo largo de ese río y el alcalde de Nieuwerkerk logró tapar el agujero ordenando al transportista Arie Evegroen que navegara hasta él con su barcaza Twee Gebroeders (Dos hermanos).